# SUSHI GIRL
『SUSHI GIRL』（スシガール、Sushi Girl ）は、2012年のアメリカ合衆国の映画。犯罪・スリラー映画でR15指定作品。

## 概要
ジョージ・A・ロメロ主催の短編ゾンビ映画コンテストで、300本以上の応募作の中から優秀賞に選ばれた経歴を持つカーン・サクストンの長編映画監督デビュー作。モントリオール・ファンタジア映画祭やトロント・アフターダーク映画祭で上映されて、大きな反響を呼んだ。
1970年代ホラーの世界観を彷彿とさせる狂気と暴力が、クエンティン・タランティーノ作品へのオマージュを交えながら描かれた。『ネバーエンディング・ストーリー』のアトレイユ役で知られたノア・ハザウェイが、18年ぶりに俳優に復帰した作品。
高野拳磁が寿司屋の客、アクションディレクターとしてDVD特典映像に参加し、千葉真一と共演。Special Thanksとして2012年11月にチャイニーズシアターで行われたプレミアのレッドカーペットを歩いた。

## あらすじ
強盗の罪で懲役刑に処せられたフィッシュは仲間について一切口を割らず、ただ1人罪を被って6年間服役し、ようやく出所の日を迎えた。
そんな彼の出所を祝うべく、昔の仲間デューク、クロウ、フランシス、マックスの4人が、寿司の女体盛りを中央に据えたテーブルを用意してディナー・パーティーを開く。しかし彼らの関心は、6年前の事件で強奪したものの、消えてしまったダイヤの行方のみだった。フィッシュがそれを知っていると信じ込んでいる4人は、彼にダイヤのありかを吐かせようと、それぞれの手で情け容赦ない拷問を行なうが、フィッシュは「知らない」の一点張り。
すると4人の中に、この中の別の者が隠し持っているのではという疑心暗鬼が生まれ、やがて口論、ついには殺し合いに発展していく。

## キャスト
- デューク：トニー・トッド（白熊寛嗣）
- フィッシュ：ノア・ハザウェイ（嶋田翔平）
- クロウ：マーク・ハミル（小松史法）
- フランシス：ジェームズ・デュヴァル（後藤ヒロキ）
- マックス：アンディ・マッケンジー（中西としはる）
- モリス：ジェフ・フェイヒー
- マイク：マイケル・ビーン
- シュロモ：ダニー・トレホ
- スシガール：コートニー・パーム
- 寿司職人：千葉真一（藤原貴弘）

## DVD Special Features （DVD特典映像）
Fake TV Commercials à la Sushi Girl 
- 寿司職人：千葉真一
- 寿司屋の客：高野拳磁（ケンハワードの名前で参加）